# Eupithecia semipallida
Eupithecia semipallida là một loài bướm đêm trong họ Geometridae.